# Кадиан
Кадиан (в.-пандж. ਕ਼ਾਦੀਆਨ, з.-пандж. قادیان; хинди क़ादीयान, qaːd̪iːˈaːn) — четвёртый по величине город и муниципальный совет в Гурдаспуре, на северо-востоке от города Амритсар. Он расположился в 18 км к северо-востоку от города Батала в штате Пенджаб (Индия).
Кадиан получил известность, как родина Мирзы Гулама Ахмада, основателя Ахмадийской мусульманской общины.

## История
Кадиан был создан в 1530 году Мирзой Хади Беком, религиозным деятелем ислама и первым кади (исламский судья) в этом районе. Мирза Хади Бек был из королевской семьи, которая создала империю Великих Моголов. Он имел титул Мирзы. Он эмигрировал из Самарканда (Узбекистан) и поселился в Пенджабе. Он был потомком царя Тимура. Он имел семейные отношения с королём Бабуром, который отдал ему в управление 80 деревень. Согласно его религиозным убеждениям центр 80 сёл стал носить название «Ислам Пур Кази», откуда он управлял. Со временем, название города было изменено на «Кази маджи» (слово «Маджи» означает буйвол, эти животные ещё встречаются в изобилии в Кадиане). Позже, он был назван просто «Кади», и, в конце концов, он стал известен как Кадиан.
Позднее Кадиан и прилегающие к нему районы оказались под властью сикхов Рамгархия, предложивших правящей элите Кадиана две деревни, от которых они отказались. В 1834 году, во время правления махараджи Ранджита Сингха, регион, состоящий из Кадиана и пяти соседних деревень, был отдан Мирзе Гуламу Муртазе, отцу Мирзы Гулама Ахмада с целью военной поддержки Кашмира, Махади, Долины Кулу, Пешавара и Хазары.
В 1889 году Мирза Гулам Ахмад создал Ахмадийскую Мусульманскую Общину. Таким образом, отдаленный и ранее неизвестный город Кадиан стал центром религиозного образования. Кадиан оставался административным центром и столицей Ахмадийского халифата до раздела Индии в 1947 году, когда большая часть этого сообщества эмигрировала в Пакистан.

## География
Кадиан находится на 31,82 ° N 75,39 ° E. Он имеет среднюю высоту 250 метров.

## Демография

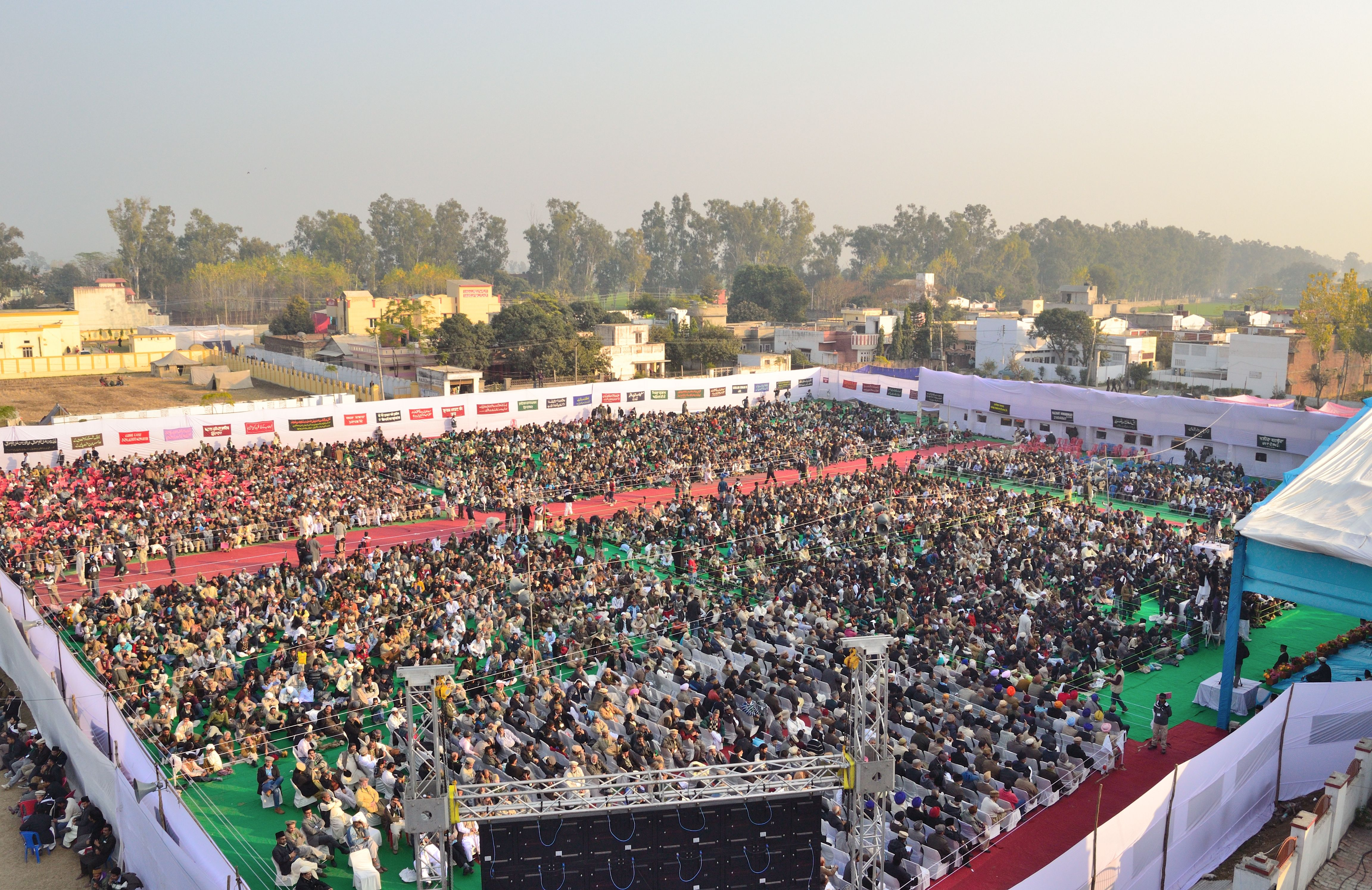
Ежегодный съезд Ахмадийской Мусульманской Общины.

Согласно данным переписи населения в Индии в 2013 году, Кадиан имел население 40827 человек. Мужчины составляют 54 % населения и женщин 46 %. Кадиан имеет средний уровень грамотности 75 %, что несколько выше, чем в среднем по стране 74,04 %, грамотность среди мужчин 78 %, а среди женщин составляет 70 %. В Кадиане 10 % населения в возрасте до 6 лет.
До раздела Индии город Кадиан имел население с мусульманским большинством. Начиная с 1947 года, население Кадиана состоит в основном из сикхов и индусских родовых общин: Праджапати Кумхар, Патия, брахманы, Арья-самадж и Баджва (большинство из них эмигрировали из пакистанского Пенджаба во время раздела Индии). Баджва пришли из Kалашвалы Халса Пенджаб, который сейчас находится в Пакистане. Там есть школа, названная в честь Кадиана. В настоящее время в Кадиане проживают члены Ахмадийской Мусульманской Общины, которые заботятся о святых местах, зданиях и мечетях Ахмадийского сообщества. Подавляющее большинство мусульман-ахмади эмигрировали в Пакистан ещё во время раздела Индии.
Во время раздела Индии, премьер институт сикхов и национальный колледж в Лахоре, был перенесён в Кадиан. Много известных имён связано с этим колледжем.

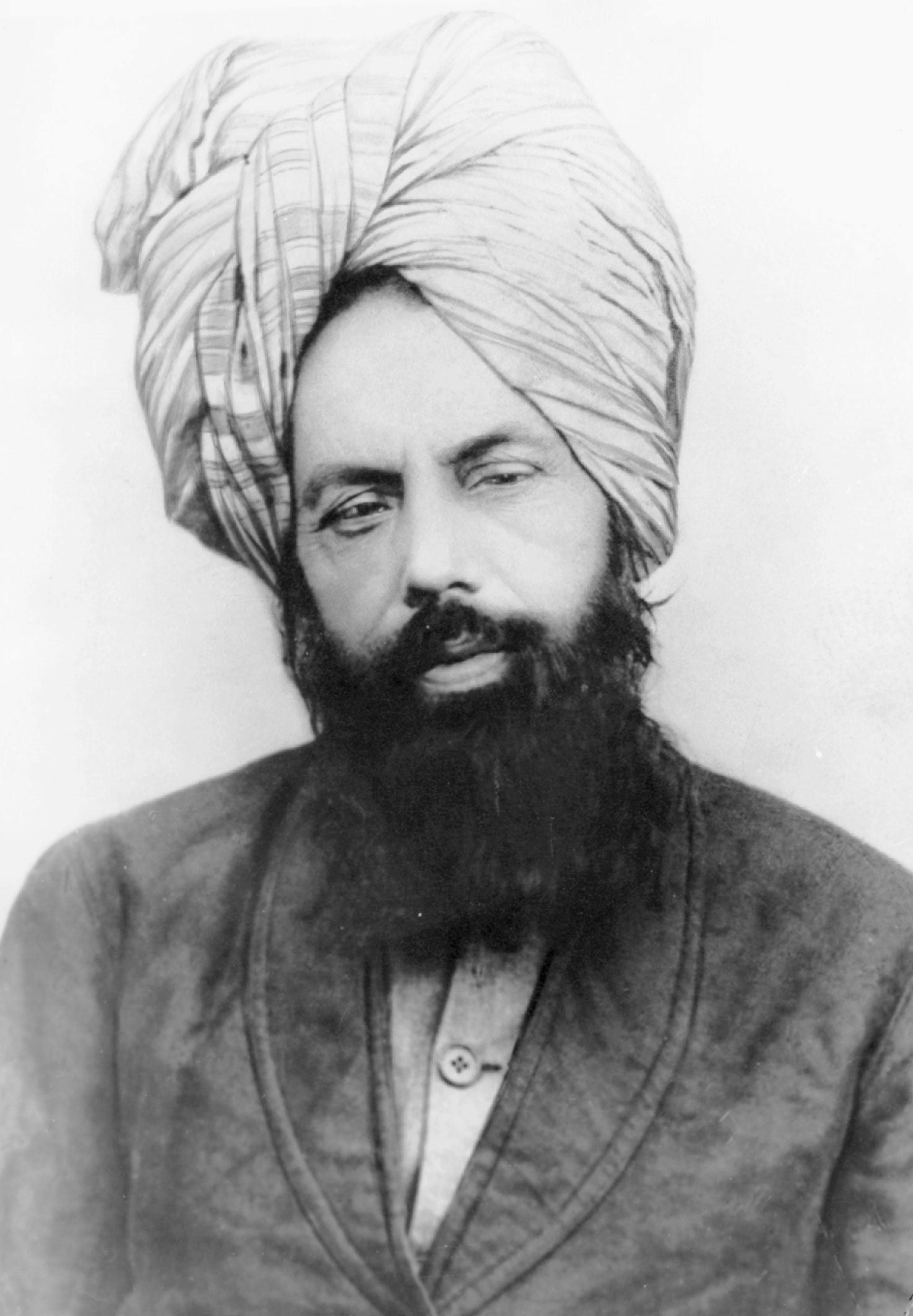
Мирза Гулям Ахмад, основатель Ахмадийского движения.

### Известные люди Кадиана
Несмотря на то, что Кадиан относительно отдаленный город, и имеет очень небольшую численность населения, он является родиной многих известных исторических, религиозных и политических деятелей.
- Мирза Гулям Ахмад
- Мирза Башир-уд-дин Махмуд Ахмад
- Мирза Насир Ахмад
- Мирза Тахир Ахмад
- Шив Кумар Батальви[6]
- Дилбагх Сингх
- Мирза Гулам Муртаза
- Мирза Хади Бек
- Tрипат Раджиндер Сингх Баджва
- Партап Сингх Бажва
- Чаранджит Коор Баджва

## Важные сооружения

### Медицинские учреждения
- Больница «Нур»
- Больница «Бхатия»
- Центр исследования спида («Пушкарна»)

### Образование
- С. С. Баджва — Мемориальная средняя школа. Средняя школа «Таалимуль Ислам».
- Ахмадийский университет «Джамийя Ахмадийя»
- «Нусрат Джахан» — средняя школа для девочек
- «Нусрат Джахан» — женский колледж
- Ахмадийский Центр компьютерного образования
- А. В.М среднная школа
- «Дайя Нанад» — английская ведическая школа
- «Халиса» начальная школа
- Компьютерный центр нового поколения главный базар Кадиан

### Известные памятники
- Белый минарет
- Мечеть Мубарак